# Phyllastrephus
Phyllastrephus és un dels gèneres d'ocells, de la família dels picnonòtids (Pycnonotidae).

## Llistat d'espècies
Segons la el Congrés Ornitològic Internacional (versió 13.2, 2023), aquest gènere conté 20 espècies:
- Phyllastrephus scandens - bulbul cua-rogenc.
- Phyllastrephus terrestris - bulbul terrestre.
- Phyllastrephus strepitans - bulbul bru.
- Phyllastrephus cerviniventris - bulbul de cames roses.
- Phyllastrephus fulviventris - bulbul ventreclar.
- Phyllastrephus baumanni - bulbul de Baumann.
- Phyllastrephus hypochloris - bulbul de Toro.
- Phyllastrephus lorenzi - bulbul de Lorenz.
- Phyllastrephus fischeri - bulbul de Fischer.
- Phyllastrephus cabanisi - bulbul de Cabanis.
- Phyllastrephus placidus.
- Phyllastrephus poensis - bulbul de Bioko.
- Phyllastrephus icterinus - bulbul icterí.
- Phyllastrephus xavieri - bulbul de Xavier.
- Phyllastrephus albigularis - bulbul gorjablanc.
- Phyllastrephus flavostriatus - bulbul d'estries grogues.
- Phyllastrephus alfredi.
- Phyllastrephus poliocephalus - bulbul ventregroc.
- Phyllastrephus debilis - bulbul menut de plana.
- Phyllastrephus albigula - bulbul menut muntanyenc.

Tanmateix, altres obres com el Handook of the Birds of the World i la quarta versió de la BirdLife International Checklist of the birds of the world (Desembre 2019), el gènere Phyllastrephus conté 18 espècies, car consideren les següents divergències taxonòmiques:
- El bulbul cua-rogenc (Phyllastrephus scandens) és considerat pertanyent en el gènere Pyrruhurus, altrament no reconegut pel COI.
- Phyllastrephus placidus és considerat una subespècie del bulbul de Cabanis (P. cabanisi placidus)
- Phyllastrephus alfredi és considerat una subespècie del bulbul d'estries grogues (P. flavostriatus alfredi)
- Una subespècie del bulbul gorjablanc (P. albigularis viridiceps) és considerat una espècie de ple dret. segons aquest criteri, s'hauria de considerar:
- Phyllastrephus viridiceps - bulbul d'Angola.